# Андре Каштру
Андре Каштру (порт. André Castro, нар. 2 квітня 1988, Гондомар) — португальський футболіст, півзахисник португальського клубу «Брага».

## Клубна кар'єра
У дорослому футболі дебютував 2005 року виступами за «Порту», в якому провів три сезони, взявши участь лише у 2 матчах чемпіонату, а більшість часу виступав за молодіжну команду.
З 2008 по 2012 рік грав на правах оренди у складі «Ольяненсі» та «Спортінга» (Хіхон).
До складу «Порту» повернувся влітку 2012 року. Втім вже за рік, 2013 року, знов був відданий в оренду, цього разу до турецького клубу «Касимпаша». А ще за рік, влітку 2014, уклав з турецьким клубом повноцінний контракт.
2017 року став гравцем іншого турецького клубу, «Гезтепе», за який виступав протягом трьох років.
У липні 2020 року повернувся на батьківщину, на умовах дворічного контракту приєднавшись до «Браги».

## Виступи за збірні
З 2004 року виступав у складі юнацької збірної Португалії, взяв участь у 26 іграх на юнацькому рівні, відзначившись 1 забитим голом.
Протягом 2008–2010 років залучався до складу молодіжної збірної Португалії. На молодіжному рівні зіграв у 22 офіційних матчах, забив 2 голи.

## Титули і досягнення
- Чемпіон Португалії (2):

«Порту»: 2007-08, 2012-13
- Володар  суперкубка Португалії (3):

«Порту»: 2010, 2012, 2013
- Володар Кубка Португалії (1):

«Брага»: 2020-21